# Andreas Thaler
Andreas Thaler (Wildschönau, Tirol, 10 de setembro de 1883 – Treze Tílias, 28 de junho de 1939) foi um político austríaco radicado no Brasil. É o fundador da colônia austríaca de Treze Tílias (em alemão:  Dreizehnlinden).

## Biografia

### Início De Vida e Família
Andreas Thaler nasceu no dia 10 de setembro de 1883 em Wildschönau, no Tirol. Seus pais eram agricultores, e Andreas foi o mais jovem de seis irmãos. Depois de frequentar a escola primária em sua aldeia natal, passou a frequentar a escola em Salzburgo durante dois anos.

### Carreira

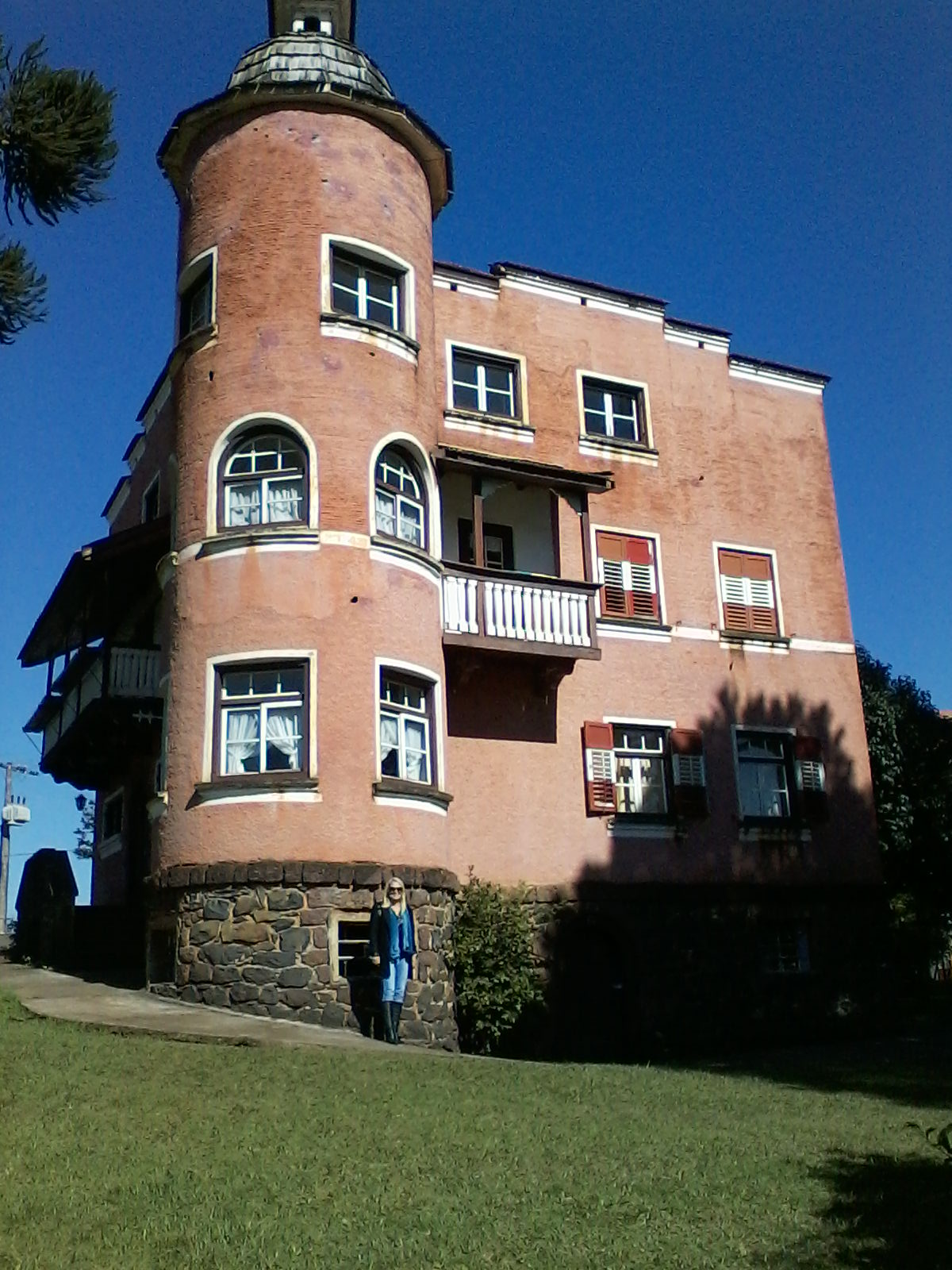
Casa construída por Andreas Thaler para sua residência em Treze Tílias, atualmente museu da cidade.

Andreas Thaler começou sua carreira política como prefeito de Wildschönau durante a Primeira Guerra Mundial.  Durante os primeiros anos de sua atuação política assumiu posições bem extremas: Foi representante do Tiroler Antisemitenbund, uma organização declaradamente antissemita, e teve funções de liderança na Tiroler Heimatwehr, uma organização paramilitar de direita. Já no Brasil, Thaler tornou-se líder da Vaterländische Front [Frente Patriótica], de caráter austro-fascista, mas preferiu não espalhar sua ideologia entre os colonos.
Andreas Thaler foi ministro da agricultura (em alemão:  Bundesminister für Land- und Forstwirtschaft) da Áustria duas vezes, de 15 de janeiro de 1926 a 4 de maio de 1929 (chanceleres Rudolf Ramek e Ignaz Seipel) e de 30 de setembro de 1930 a 18 de março de 1931 (chanceleres Carl Vaugoin e Otto Ender).
Para seu projeto de Imigração Austríaca, Thaler visitou a América do Sul. Thaler recebeu muitas propostas para o seu projeto. A mais importante foi a do Secretário do Emprego do Brasil. Ele ofereceu a Thaler áreas rurais em Santa Catarina, Paraná, São Paulo e Rio de Janeiro, que seriam cedidas gratuitamente. Além disso, ofereceu a construção de estradas de acesso e o transporte dos assentados do porto de seu desembarque até a área do assentamento, que seriam pagos também pelo Brasil. Contudo, Thaler recusou a oferta. Ele tinha entrado em contato com o emissário alemão no oeste de Santa Catarina, Walther von Schuschnigg, que tinha a ideia de que a “germanidade” deveria formar uma elite no Brasil. Para tanto, queria formar um cinturão de assentamentos de pessoas falantes do alemão para evitar a intrusão de outras nações “culturalmente inferiores”. Schuschnigg ofereceu a Thaler uma área que seria um importante elo nesse “cinturão”. As ideias de Schuschnigg caíram em solo fértil. Thaler via nesse “cinturão” de assentamentos alemães a possibilidade de atingir a sua meta, tantas vezes repetida, de conservar os assentados para a nação alemã. Solicitou-se a Schuschnigg que planejasse o projeto, começando assim um intercâmbio de cartas entre Thaler e Schuschnigg.

### Morte
Morreu em consequência de uma enchente, quando estava sobre uma ponte em 27 de junho de 1939, tentando desbloquear o escoamento da água. Seu corpo foi encontrado somente no dia 1 de julho, e foi sepultado em 2 de julho.

## Galeria

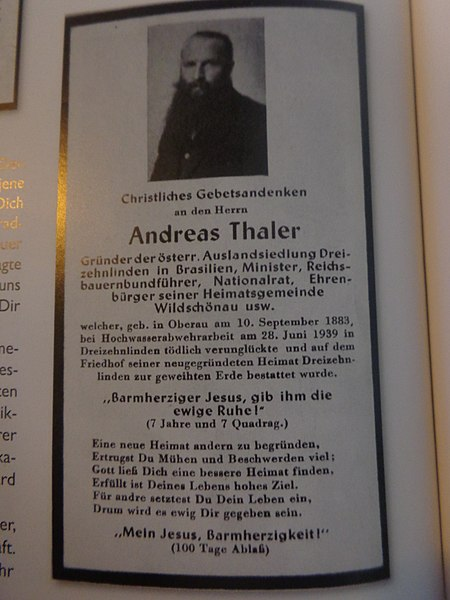
Anúncio fúnebre. Andreas Thaler foi sepultado em 2 de julho de 1939.
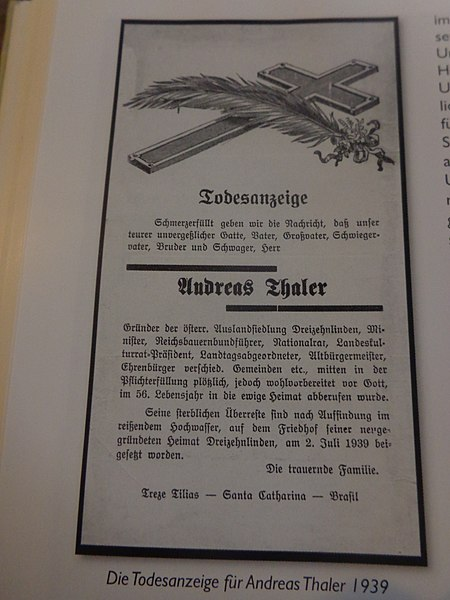
Anúncio fúnebre.
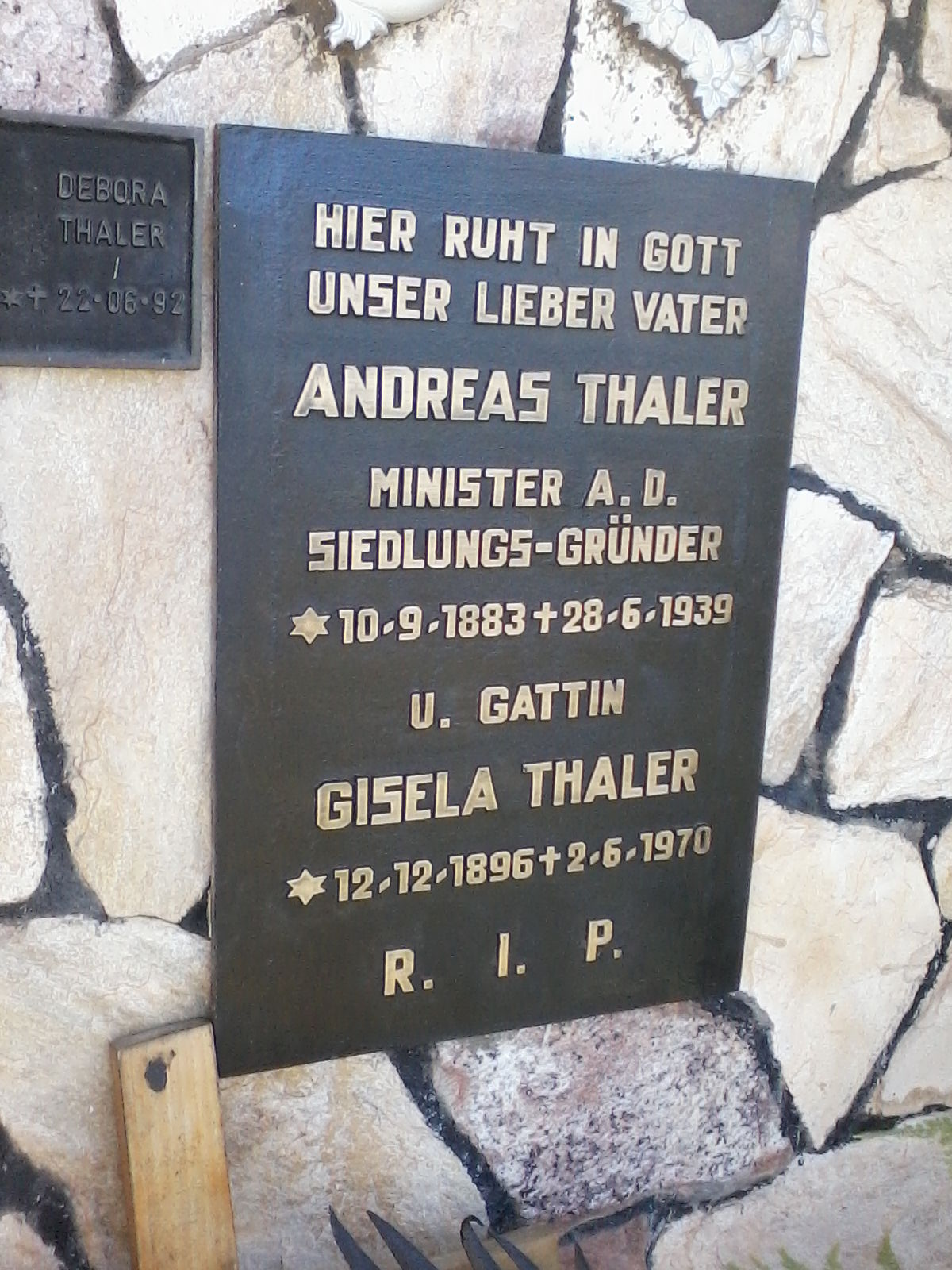
Detalhe da placa sepulcral de Andreas Thaler na sepultura da família, cemitério de Treze Tílias.
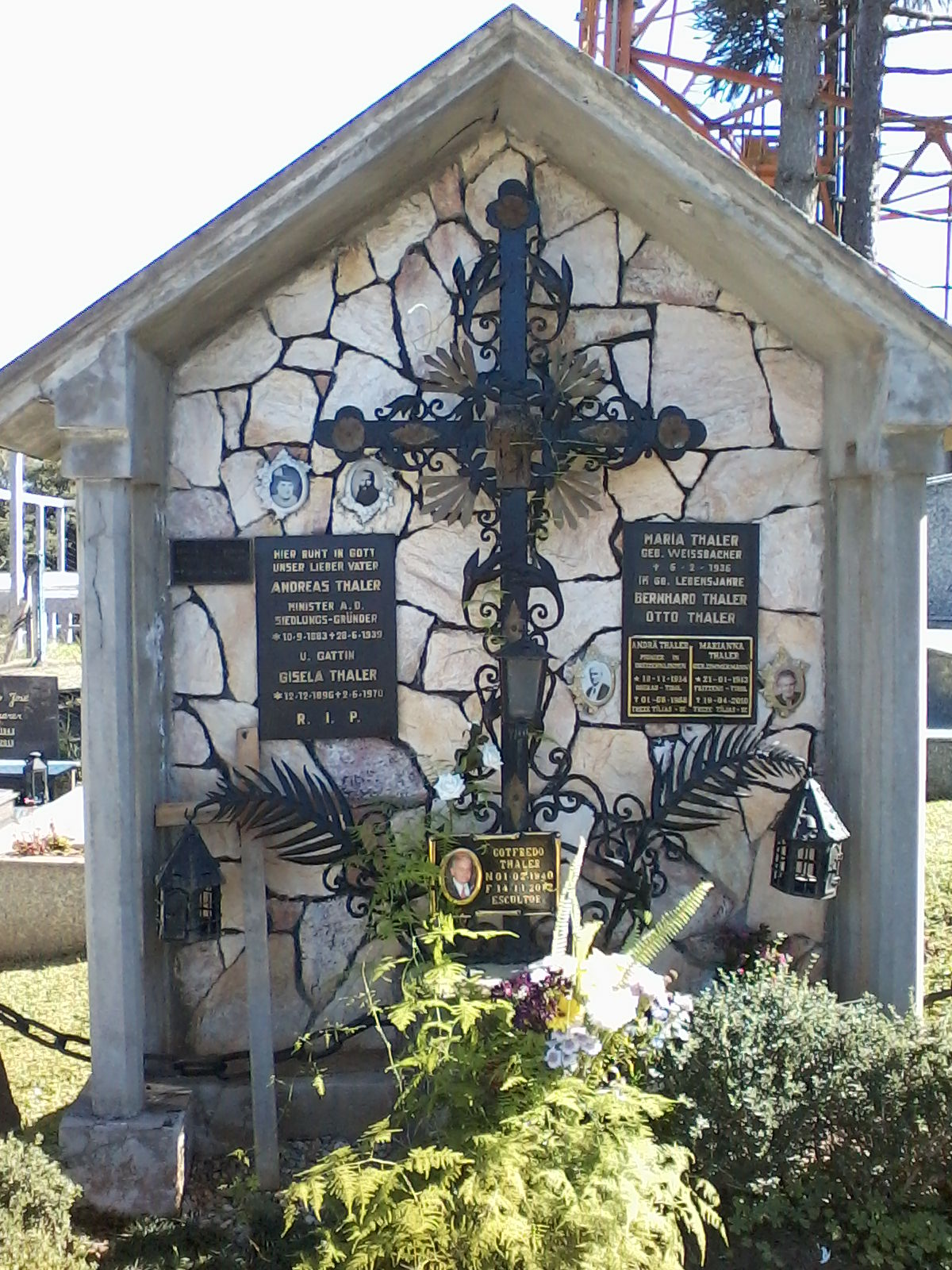
Sepultura da família de Andreas Thaler, cemitério de Treze Tílias.